# 1817 na ciência

## Eventos
- Isolamento dos elementos químicos Lítio,[1] Cádmio[2] e Selênio[3]

## Nascimentos
| Data           | Nome                 | Profissão                                                         | Nacionalidade                         | Observações                                           | Ref         |
| -------------- | -------------------- | ----------------------------------------------------------------- | ------------------------------------- | ----------------------------------------------------- | ----------- |
| 17 de maio     | Thomas Davidson      | paleontólogo                                                      | Reino Unido da Grã-Bretanha e Irlanda | m. 1885 Medalha Wollaston 1865 Medalha Real 1870      | [ 4 ] [ 5 ] |
| 12 de julho    | Henry David Thoreau  | poeta, naturalista, ativista, pesquisador, historiador e filósofo | Estados Unidos                        | m. 1862                                               |             |
| 17 de outubro  | Alfred Des Cloizeaux | mineralogista                                                     | Reino da França                       | m. 1897 Medalha Rumford 1870 Medalha Wollaston 1886   | [ 4 ] [ 6 ] |
| 23 de outubro  | Pierre Larousse      | gramático e enciclopedista                                        | Reino da França                       | m. 1875                                               |             |
| 17 de novembro | Osmond Fisher        | geólogo                                                           | Reino Unido da Grã-Bretanha e Irlanda | m. 1914 Medalha Murchison 1893 Medalha Wollaston 1913 | [ 7 ] [ 4 ] |

## Mortes
| Data | Nome | Profissão | Nacionalidade | Observações | Ref |
| ---- | ---- | --------- | ------------- | ----------- | --- |

## Prémios
Medalha Copley
- Henry Kater[8]